# Craig Mann

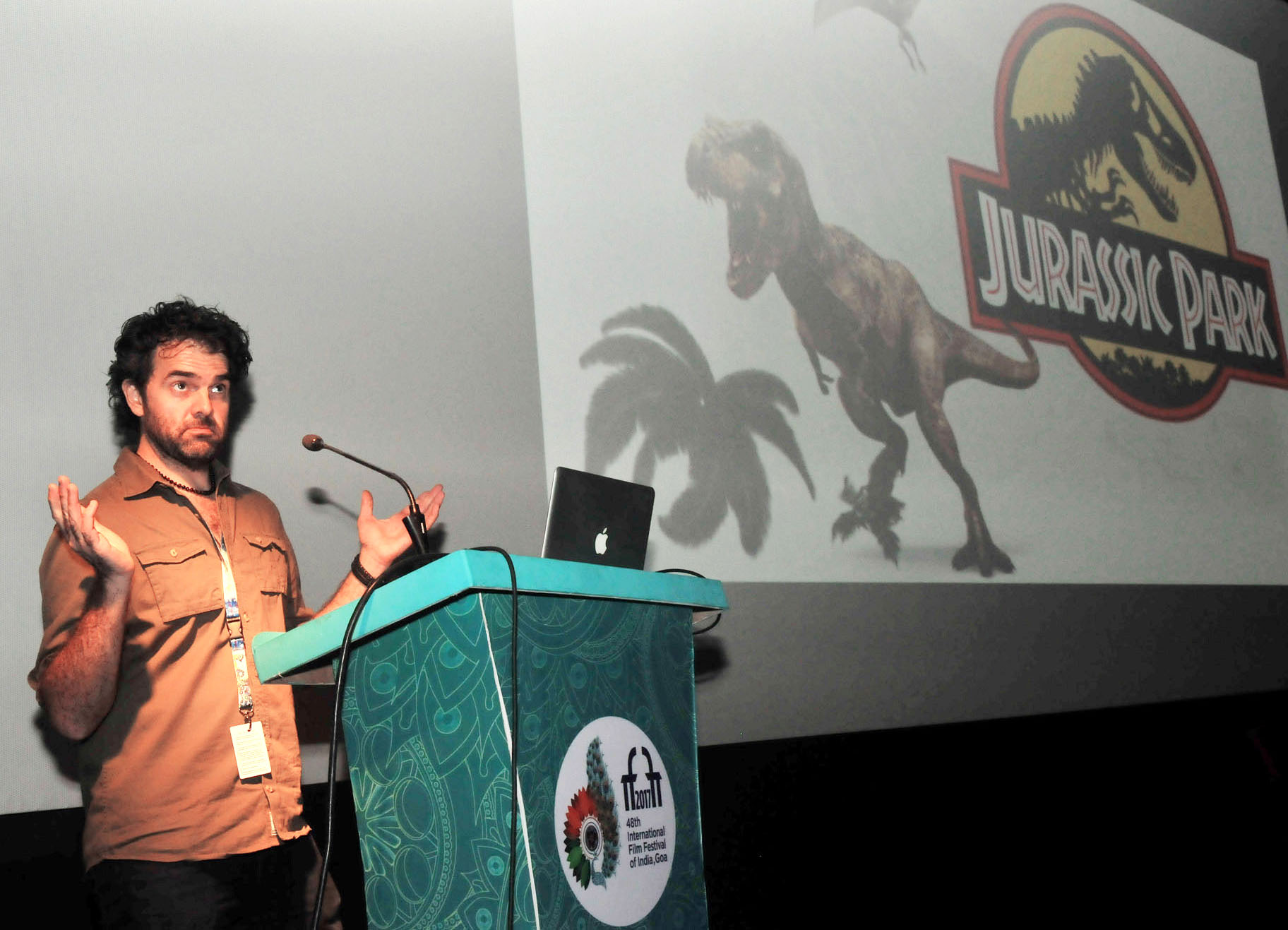
Craig Mann

Craig Mann ist ein kanadischer Mischtonmeister (Sound Re-Recording Mixer). Er studierte am Fanshawe College in London (Ontario) und ist seit 2004 im US-Filmgeschäft tätig. Sein Schaffen umfasst mehr als 100 Produktionen. Für den Film Whiplash wurde er 2015 zusammen mit Ben Wilkins und Thomas Curly mit dem British Academy Film Award und einem Oscar ausgezeichnet.

## Filmografie (Auswahl)
- 2004: Van Helsing
- 2004: Team America: World Police
- 2005: Flightplan – Ohne jede Spur (Flightplan)
- 2007: Fantastic Movie
- 2007: Das Bourne Ultimatum (The Bourne Ultimatum)
- 2011: Paranormal Activity 3
- 2014: Whiplash